# Liste der denkmalgeschützten Objekte in Merboltice
Grundlage dieser Liste der denkmalgeschützten Objekte in Merboltice ist die ÚSKP-Liste (Ústřední seznam kulturních památek České republiky, deutsch Zentrale Liste der Kulturdenkmäler der Tschechischen Republik), die von der tschechischen Denkmalschutzbehörde NPÚ (Národní památkový ústav, deutsch Nationale Denkmalbehörde) seit 1987 geführt wird und an die seit dem Jahr 1850 geschaffenen Listen anschließt.

## Merboltice(Mertendorf)
Die Gemeinde Merboltice wurde 2005 zur dörflichen Denkmalszone erklärt. Die ehemalige Pfarrkirche der hl. Katharina von Alexandrien, erbaut 1708–1709, wurde 1975 abgerissen. Ihr Hauptaltar befindet sich jetzt in der St. Annenkirche in Verneřice (Wernstadt).
| Lage                                | Objekt                  | Beschreibung | ÚSKP-Nr.                  | Bild                    |
| ----------------------------------- | ----------------------- | --- | ------------------------- | ----------------------- |
| Merboltice 1 (Standort)             | Haus Nr. 1              | Ehem. Wohnhaus (jetzt Pfarrhaus) | 44064/5-5382 Info Katalog | Haus Nr. 1              |
| Merboltice 14 (Standort)            | Bauernhaus Nr. 14       | Bauerngehöft | 12551/5-5512 Info Katalog | BW                      |
| Merboltice 22 (Standort)            | Bauernhaus Nr. 22       | Bauerngehöft, Umgebindehaus | 25609/5-3841 Info Katalog | Bauernhaus Nr. 22       |
| Merboltice 23 (Standort)            | Bauernhaus Nr. 23       | Bauerngehöft mit Wohnhaus und Scheune | 105282 Info Katalog       | Bauernhaus Nr. 23       |
| Merboltice 47 (Standort)            | Bauernhaus Nr. 47       | Bauerngehöft, gezimmertes Blockhaus | 31321/5-3838 Info Katalog | Bauernhaus Nr. 47       |
| Merboltice 55 (Standort)            | Bauernhaus Nr. 55       | Bauerngehöft | 33391/5-3839 Info Katalog | Bauernhaus Nr. 55       |
| Merboltice 57 (Standort)            | Bauernhaus Nr. 57       | Bauerngehöft, gezimmertes Blockhaus | 41616/5-3840 Info Katalog | Bauernhaus Nr. 57       |
| Merboltice 60 (Standort)            | Bauernhaus Nr. 60       | Bauerngehöft mit Wohnhaus und Scheune | 102180 Info Katalog       | Bauernhaus Nr. 60       |
| Merboltice 63 (Standort)            | Bauernhaus Nr. 63       | Bauerngehöft, Umgebindehaus | 34491/5-3842 Info Katalog | Bauernhaus Nr. 63       |
| Merboltice 72 (Standort)            | Bauernhaus Nr. 72       | Bauerngehöft | 41992/5-3844 Info Katalog | Bauernhaus Nr. 72       |
| Merboltice 94 (Standort)            | Bauernhaus Nr. 94       | Bauerngehöft, einfaches Fachwerkhaus am Hang am unteren Ende des Dorfes, gekennzeichnet durch die Vielfalt der wirtschaftlichen Funktionen (Schweinestall, Hühnerstall, Klo, Taubenschlag und Scheune), es ist bemerkenswert gut erhalten. | 105932 Info Katalog       | BW                      |
| Merboltice 98 (Standort)            | Bauernhaus Nr. 98       | Bauerngehöft (gezimmertes Blockhaus), ehem. Teufelsmühle (Čertův mlýn), Wassermühle am Mertendorfer Bach (Merboltický potok) | 25481/5-3845 Info Katalog | Bauernhaus Nr. 98       |
| Merboltice 103 (Standort)           | Bauernhaus Nr. 103      | Bauerngehöft | 28273/5-3846 Info Katalog | Bauernhaus Nr. 103      |
| Merboltice 113 (Standort)           | Bauernhaus Nr. 113      | Bauerngehöft | 29588/5-3847 Info Katalog | Bauernhaus Nr. 113      |
| Merboltice 117 (Standort)           | Bauernhaus Nr. 117      | Bauerngehöft | 50054/5-5866 Info Katalog | BW                      |
| Merboltice 141, 192, 202 (Standort) | Bauernhof Nr. 141       | Landwirtschaftlicher Hof mit - Wohnhaus Nr. 141, Scheune, und Schuppen - Ausgedinge (Altenteil) Nr. 192 - Haus Nr. 202 | 101231 Info Katalog       | Bauernhof Nr. 141       |
| Merboltice 186 (Standort)           | Ehem. Pfarrhaus Nr. 186 | Ehem. Pfarrhaus | 105851 Info Katalog       | Ehem. Pfarrhaus Nr. 186 |
| Merboltice (Standort)               | Glockenturm             | Glockenturm am ehem. Friedhof (erneuert) | 34225/5-3848 Info Katalog | Glockenturm             |